# Seth Wallace Cobb

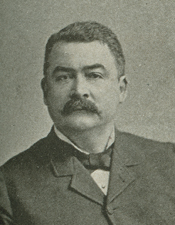
Seth Wallace Cobb

Seth Wallace Cobb (* 5. Dezember 1838 bei Petersburg, Virginia; † 22. Mai 1909 in St. Louis, Missouri) war ein US-amerikanischer Politiker. Zwischen 1891 und 1897 vertrat er den Bundesstaat Missouri im US-Repräsentantenhaus.

## Werdegang
Seth Cobb besuchte die öffentlichen Schulen seiner Heimat. Während des Bürgerkrieges diente er zwischen 1861 und 1865 als Major im Heer der Konföderation. Dort gehörte er der Army of Northern Virginia an. Im Jahr 1867 kam Seth Cobb nach St. Louis in Missouri, wo er drei Jahre lang Angestellter bei einem Kommissionshändler für Getreide war. Seit 1870 betrieb er seine eigene Firma in dieser Branche. Im Jahr 1886 wurde er Präsident der örtlichen Handelsbörse. Außerdem war er Präsident der Gesellschaft, die die Merchant’s Bridge über den Mississippi River in St. Louis baute.
Politisch war Cobb Mitglied der Demokratischen Partei. Bei den Kongresswahlen des Jahres 1890 wurde er im neunten Wahlbezirk von Missouri in das US-Repräsentantenhaus in Washington, D.C. gewählt, wo er am 4. März 1891 die Nachfolge von Nathan Frank antrat. Nach zwei Wiederwahlen konnte er bis zum 3. März 1897 drei Legislaturperioden im Kongress absolvieren. Seit 1893 vertrat er dort als Nachfolger von David A. De Armond den zwölften Distrikt seines Staates.
1896 verzichtete Cobb auf eine weitere Kongresskandidatur. Nach seinem Ausscheiden aus dem US-Repräsentantenhaus nahm er seine früheren Tätigkeiten im Getreidekommissionshandel wieder auf. Im Jahr 1904 war er einer der Vizepräsidenten der Louisiana Purchase Exposition, der Weltausstellung in St. Louis. Seth Cobb starb am 22. Mai 1909 in St. Louis, wo er auch beigesetzt wurde.